# 等光寺 (台東区)
等光寺（とうこうじ）は、東京都台東区にある真宗大谷派の寺院。

## 歴史
1560年（永禄3年）、大円によって開山された。大円は斎藤道三に追放された美濃国守護土岐頼芸の子である。大円は本願寺の教如に弟子入りし、三河国宝飯郡広石村（現・愛知県豊川市御津町）に寺を創建した。
1609年（慶長14年）、東本願寺の江戸別院（後の浅草本願寺、現在の東本願寺派本山東本願寺）の寺中に入った。1657年（明暦3年）の明暦の大火の後、東本願寺別院とともに現在地に移転した。

## 交通アクセス
- 田原町駅より徒歩約1分（経路案内）。
- つくばエクスプレス浅草駅より徒歩約3分（経路案内）。